# Точчи, Джованни
Джованни Точчи (итал. Giovanni Tocci, род. 31 августа 1994, Козенца, Италия) — итальянский прыгун в воду, призёр чемпионатов мира и Европы. Специализируется на прыжкам с метрового трамплина.

## Биография
Его семья родом из провинции Козенца. Здесь спортсмен вырос и тренировался вместе со своими родителями Габриэле и Либератой.
Он участвовал в чемпионате мира по водным видам спорта в Казани в 2015 году на трамплине 3 метра в синхронных прыжках, в паре с Андреа Чиарабини. Итальянская пара прошла предварительный раунд с пятого места, в финале завершила турнир на девятом итоговом месте.
10 мая 2016 года, на чемпионате Европы, он выиграл серебро на метровом трамплине, немного уступил украинцу Илье Кваше.  
На Чемпионате мира по плаванию 2017 года в Будапеште он получает бронзовую медаль на уже излюбленном метровом трамплине.
В августе 2018 года в Глазго он вновь становится вторым на чемпионате Европы и выигрывает серебряную медаль на трамплине в 1 метр.
В мае 2021 года, на чемпионате Европы по водным видам спорта, который состоялся в Венгрии, Джованни на метровом трамплине с результатом 402.50 завоевал бронзовую медаль.